# Tim Oberdorf
Tim Christopher Oberdorf (Hagen, 16 agosto 1996) è un calciatore tedesco, difensore del Fortuna Düsseldorf.

## Biografia
Anche sua sorella Lena è una calciatrice.

## Carriera
Cresciuto nel settore giovanile del Sprockhövel, dal 2015 al 2019 totalizza 127 presenze e sei reti complessive, tutte in Oberliga, la quinta serie tedesca, ad eccezione di una stagione in Regionalliga, la quarta serie tedesca. Nel 2019 viene acquistato dal Fortuna Düsseldorf, che lo aggrega alla propria squadra riserve; il 14 agosto 2021 esordisce in prima squadra e fra i professionisti, in occasione dell'incontro di Zweite Bundesliga perso per 2-0 contro il Norimberga.

## Statistiche

### Presenze e reti nei club
Statistiche aggiornate al 13 febbraio 2023.
| Stagione                     | Squadra                      | Campionato                   | Campionato | Campionato | Coppe nazionali | Coppe nazionali | Coppe nazionali | Coppe continentali | Coppe continentali | Coppe continentali | Altre coppe | Altre coppe | Altre coppe | Totale | Totale |
| Stagione                     | Squadra                      | Comp                         | Pres       | Reti       | Comp            | Pres            | Reti            | Comp               | Pres               | Reti               | Comp        | Pres        | Reti        | Pres   | Reti   |
| ---------------------------- | ---------------------------- | ---------------------------- | ---------- | ---------- | --------------- | --------------- | --------------- | ------------------ | ------------------ | ------------------ | ----------- | ----------- | ----------- | ------ | ------ |
| 2015-2016                    | Sprockhövel                  | OL                           | 30         | 0          |                 | -               | -               |                    | -                  | -                  |             | -           | -           | 30     | 0      |
| 2016-2017                    | Sprockhövel                  | RL                           | 33         | 0          |                 | -               | -               |                    | -                  | -                  |             | -           | -           | 33     | 0      |
| 2017-2018                    | Sprockhövel                  | OL                           | 32         | 2          |                 | -               | -               |                    | -                  | -                  |             | -           | -           | 32     | 2      |
| 2018-2019                    | Sprockhövel                  | OL                           | 32         | 4          |                 | -               | -               |                    | -                  | -                  |             | -           | -           | 32     | 4      |
| Totale Sprockhövel           | Totale Sprockhövel           | Totale Sprockhövel           | 127        | 6          |                 | -               | -               |                    | -                  | -                  |             | -           | -           | 127    | 6      |
| 2019-2020                    | Fortuna Düsseldorf II        | RL                           | 25         | 2          |                 | -               | -               |                    | -                  | -                  |             | -           | -           | 25     | 2      |
| 2020-2021                    | Fortuna Düsseldorf II        | RL                           | 37         | 2          |                 | -               | -               |                    | -                  | -                  |             | -           | -           | 37     | 2      |
| 2021-2022                    | Fortuna Düsseldorf II        | RL                           | 9          | 4          |                 | -               | -               |                    | -                  | -                  |             | -           | -           | 9      | 4      |
| Totale Fortuna Düsseldorf II | Totale Fortuna Düsseldorf II | Totale Fortuna Düsseldorf II | 71         | 8          |                 | -               | -               |                    | -                  | -                  |             | -           | -           | 71     | 8      |
| 2021-2022                    | Fortuna Düsseldorf           | 2L                           | 18         | 0          | CG              | 2               | 0               |                    | -                  | -                  |             | -           | -           | 20     | 0      |
| 2022-2023                    | Fortuna Düsseldorf           | 2L                           | 18         | 2          | CG              | 3               | 0               |                    | -                  | -                  |             | -           | -           | 21     | 2      |
| Totale Fortuna Düsseldorf    | Totale Fortuna Düsseldorf    | Totale Fortuna Düsseldorf    | 36         | 2          |                 | 5               | 0               |                    | -                  | -                  |             | -           | -           | 41     | 2      |
| Totale carriera              | Totale carriera              | Totale carriera              | 234        | 16         |                 | 5               | 0               |                    | -                  | -                  |             | -           | -           | 239    | 16     |